# Ranitomeya
Ranitomeya és un gènere de granotes dard verinoses, de la família Dendrobatidae. Han estat descrites 28 espècies que es troben a Sud-amèrica; distribuïdes en, Colòmbia, l'Equador, el Perú, Bolívia, Brasil i la Guaiana Francesa.

## Taxonomia
- Ranitomeya abdita (Myers & Daly, 1976)
- Ranitomeya altobueyensis (Silverstone, 1975)
- Ranitomeya amazonica (Schulte, 1999)
- Ranitomeya benedicta (Brown, Twomey, Pepper, & Sanchez-Rodriguez, 2008)
- Ranitomeya biolat (Morales, 1992)
- Ranitomeya bombetes (Myers & Daly, 1980)
- Ranitomeya claudiae (Jungfer, Lötters, & Jörgens, 2000)
- Ranitomeya cyanovittata (Pérez-Peña, Chávez, Twomey, & Brown, 2010)
- Ranitomeya daleswansoni (Rueda-Almonacid, Rada, Sánchez-Pacheco, Velásquez-Álvarez, & Quevedo-Gil, 2006)
- Ranitomeya defleri (Twomey & Brown, 2009)
- Ranitomeya dorisswansonae (Rueda-Almonacid, Rada, Sánchez-Pacheco, Velásquez-Álvarez, & Quevedo-Gil, 2006)
- Ranitomeya duellmani (Schulte, 1999)
- Ranitomeya fantastica (Boulenger, 1884)
- Ranitomeya flavovittata (Schulte, 1999)
- Ranitomeya fulgurita (Silverstone, 1975)
- Ranitomeya ignea (Melin, 1941)
- Ranitomeya imitator (Schulte, 1986)
- Ranitomeya intermedia (Schulte, 1999)
- Ranitomeya lamasi (Morales, 1992)
- Ranitomeya minuta (Shreve, 1935)
- Ranitomeya opisthomelas (Boulenger, 1899)
- Ranitomeya reticulata (Boulenger, 1884)
- Ranitomeya rubrocephala (Schulte, 1999)
- Ranitomeya sirensis (Aichinger, 1991)
- Ranitomeya summersi (Brown, Twomey, Pepper, & Sanchez-Rodriguez, 2008)
- Ranitomeya tolimensis (Bernal-Bautista, Luna-Mora, Gallego, & Quevedo-Gil, 2007)
- Ranitomeya uakarii (Brown, Schulte, & Summers, 2006)
- Ranitomeya vanzolinii (Myers, 1982)
- Ranitomeya variabilis (Zimmermann & Zimmermann, 1988)
- Ranitomeya ventrimaculata (Shreve, 1935)
- Ranitomeya viridis (Myers & Daly, 1976)
- Ranitomeya virolinensis (Ruiz-Carranza & Ramírez-Pinilla, 1992)
- Ranitomeya yavaricola (Pérez-Peña, Chávez, Twomey, & Brown, 2010)